# Anthreptes aurantius
Anthreptes aurantius е вид птица от семейство Nectariniidae.

## Разпространение
Видът е разпространен в Ангола, Камерун, Централноафриканската република, Демократична република Конго, Република Конго и Габон.